# Clark Peninsula
Clark Peninsula är en udde i Antarktis. Den ligger i Östantarktis. Australien gör anspråk på området.
Terrängen inåt land är kuperad åt sydost, men västerut är den platt. Havet är nära Clark Peninsula åt nordväst. Trakten är glest befolkad. Närmaste befolkade plats är Casey Station, 3,5 kilometer sydväst om Clark Peninsula. 